# 쥐원페이
쥐원페이(중국어: 居文沛, 병음: Jū Wénpèi, 한자음: 거문패, 1975년 9월 6일 ~ )는 중화인민공화국의 배우이다.
충칭시에서 태어났다.

## 영화
- 수호지 바람의 영웅 - 금모견 (2012년)
- 올 포 유 (2012년)
- 경탐가인 (2011년)
- 즉일계정 (2008년)
- 무무지년 (2007년)